# Luthela luotianensis
Espèce
Synonymes
- Heptathela luotianensis Yin, Tang, Zhao & Chen, 2002

Luthela luotianensis est une espèce d'araignées mésothèles de la famille des Liphistiidae.

## Distribution
Cette espèce est endémique du Hubei en Chine,. Elle se rencontre dans le xian de Luotian.

## Description
La femelle holotype mesure 17,00 mm.
Les femelles mesurent de 12,95 à 17,45 mm.

## Systématique et taxinomie
Cette espèce a été décrite sous le protonyme Heptathela luotianensis par Yin, Tang, Zhao et Chen en 2002. Elle est placée dans le genre Sinothela par Xu, Liu, Chen, Ono, Li et Kuntner en 2015 puis dans le genre Luthela par Xu, Yu, Liu et Li en 2022

## Étymologie
Son nom d'espèce, composé de luotian et du suffixe latin -ensis, « qui vit dans, qui habite », lui a été donné en référence au lieu de sa découverte, le xian de Luotian.

## Publication originale
- Yin, Tang, Zhao & Chen, 2002 : « Two new species of the genus Heptathela from China (Araneae: Liphistiidae). » Acta arachnologica sinica, vol. 11, p. 18-21.